# Koolkerke
Koolkerke est une section de la ville belge de Bruges située en Région flamande dans la province de Flandre-Occidentale. C'était une commune à part entière avant la fusion des communes de 1971.

## Démographie

### Évolution démographique
- Sources : INS, Rem. : 1831 jusqu'en 1961 = recensements[2].

## Histoire
Bien que des vestiges de l'époque romaine aient été découverts sur le territoire de la localité, le village de Koolkerke n'est apparu qu'à partir du XIIe siècle. Le toponyme Coolkercke est mentionné pour la première fois en 1243. Autrefois, l'Oude Zwin (le « Vieux Zwin ») passait le long du village : ce cours d'eau était relié au Zwin à Knokke. Il s'est ensuite ensablé et plus tard un canal fut creusé et deux forts furent bâtis au cours du XVIIe siècle : le fort Lapin au sud de Koolkerke et le fort van Beieren (« fort de Bavière »), dont on peut encore aujourd'hui voir les ruines.
La première église de la localité a été élevée autour de 1150. L'actuelle Sint-Niklaaskerk (« église Saint-Nicolas ») date de 1860, mais certaines parties remontent au XIVe siècle.

## Monuments
- l'église Saint-Nicolas ;
- le presbytère ;
- quelques fermes anciennes ;
- le château Ten Berghe ;
- la forteresse de Beieren.

## Galerie

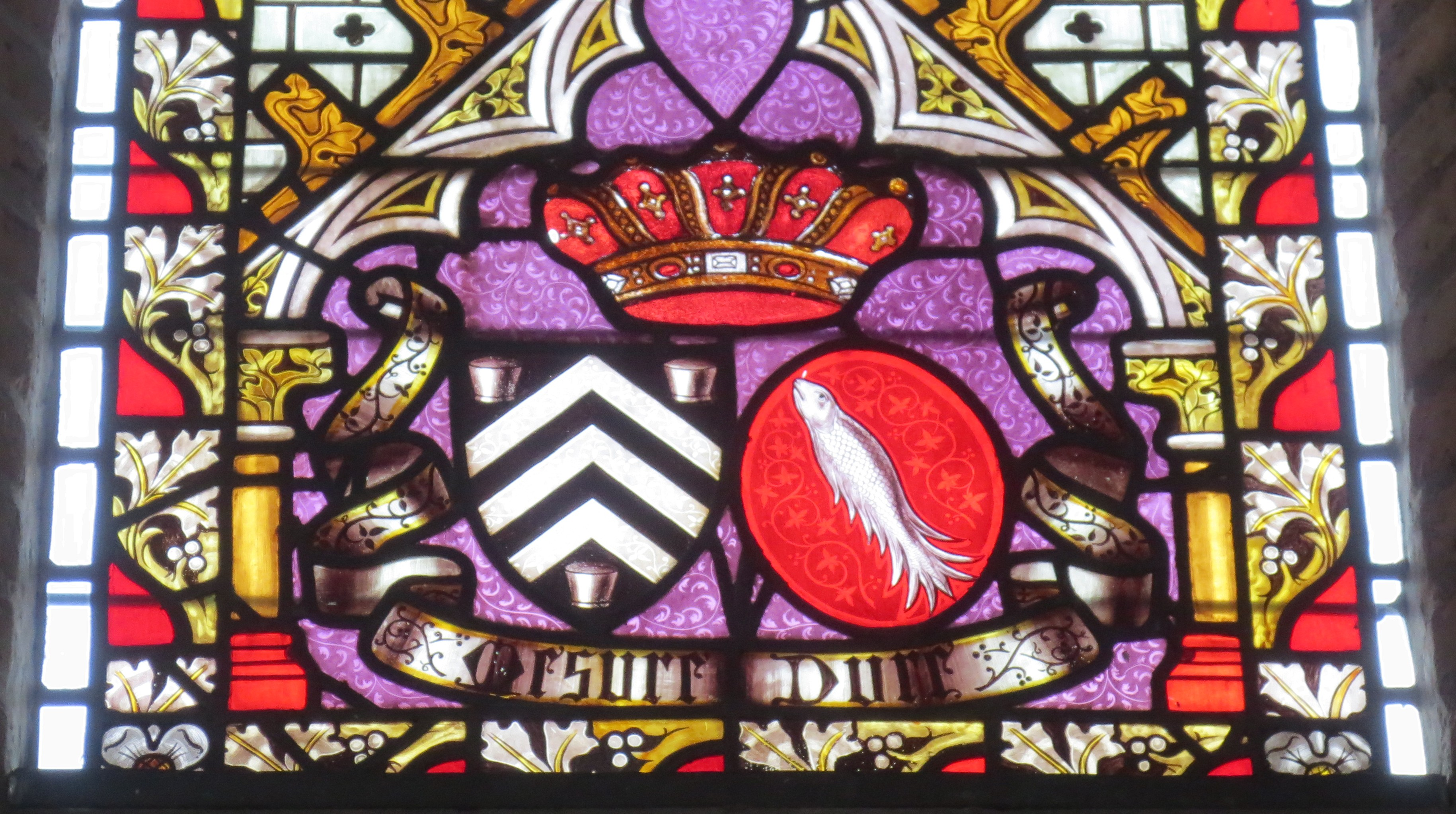
Les vitraux.
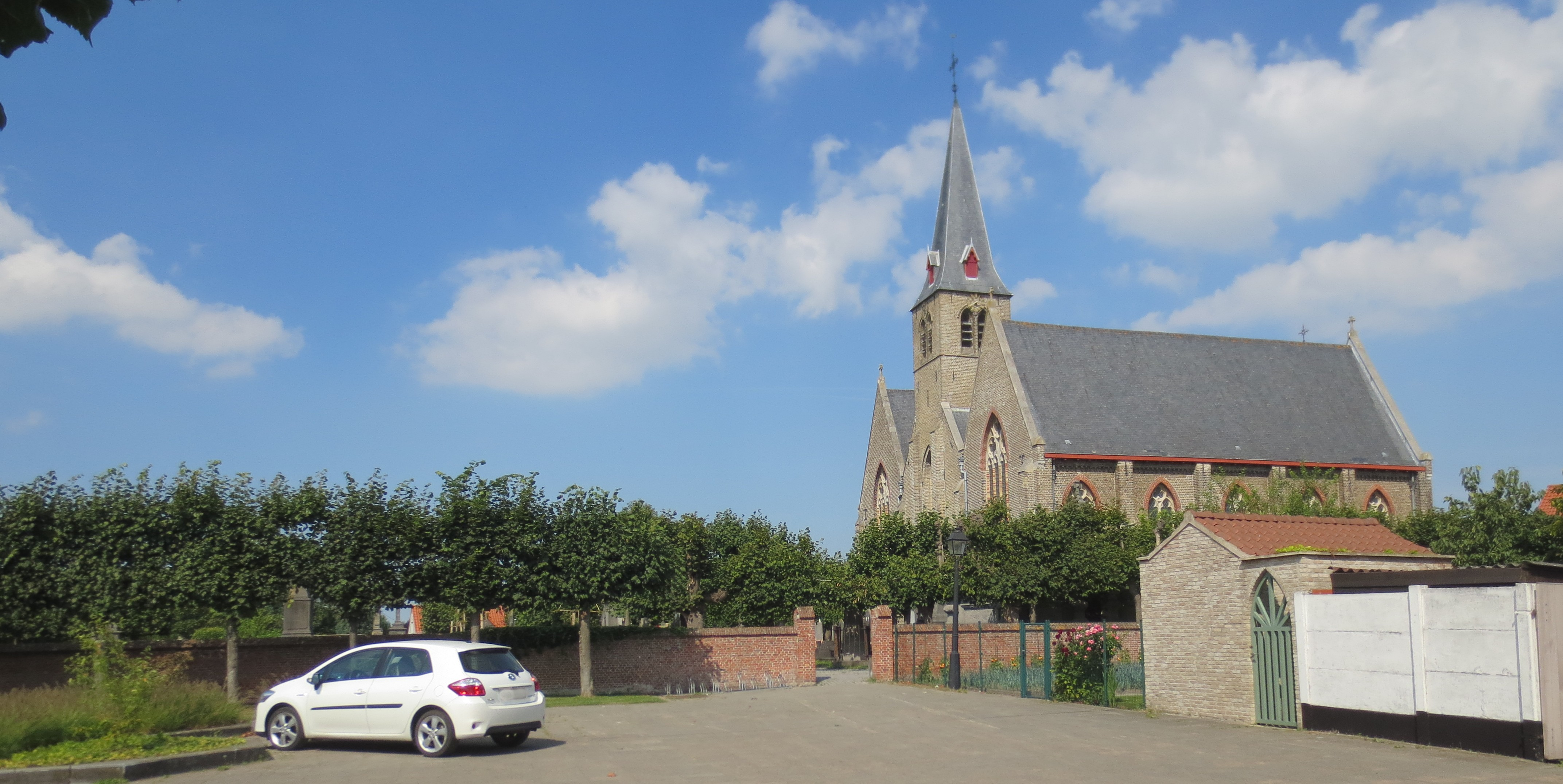
L'église.
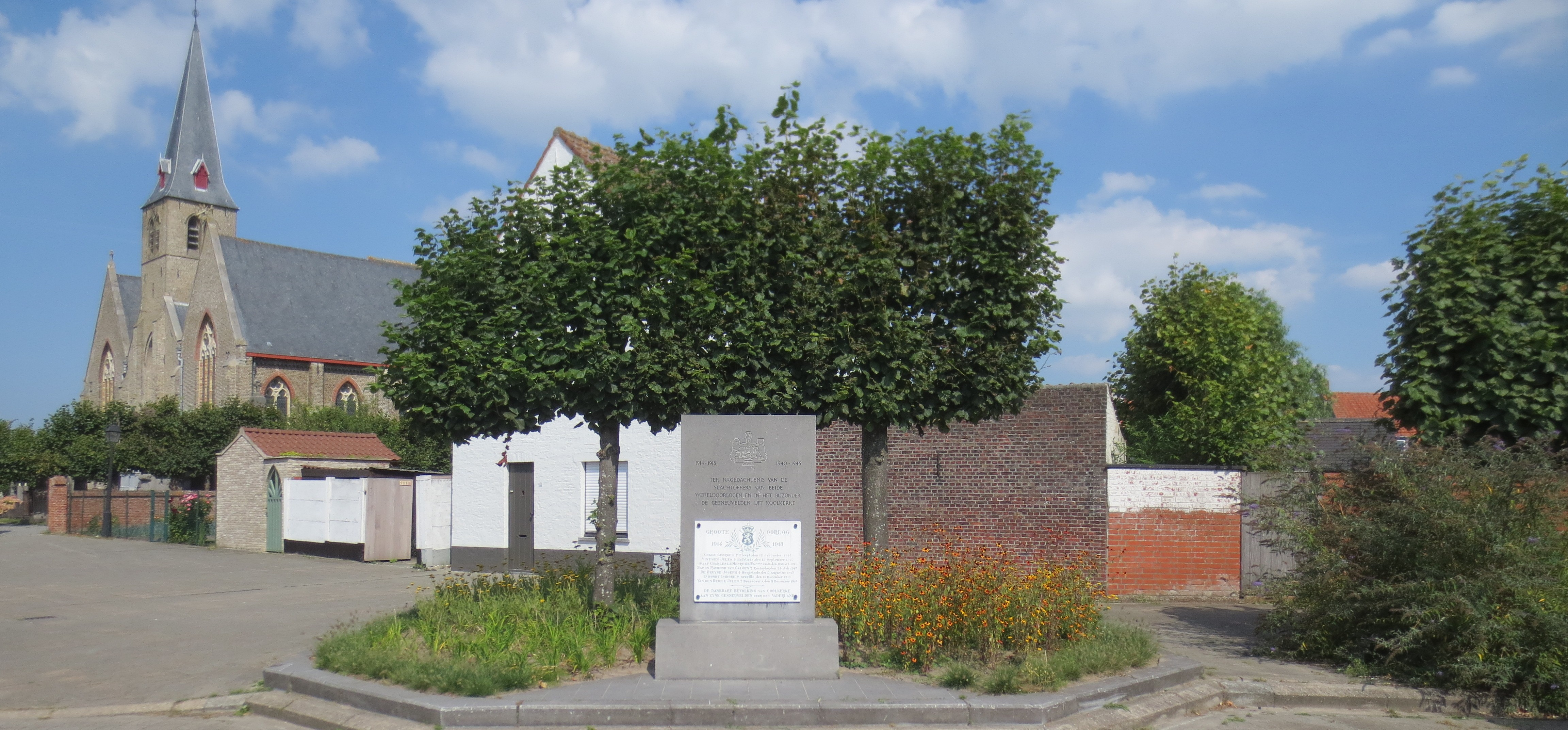
Le monument aux morts.
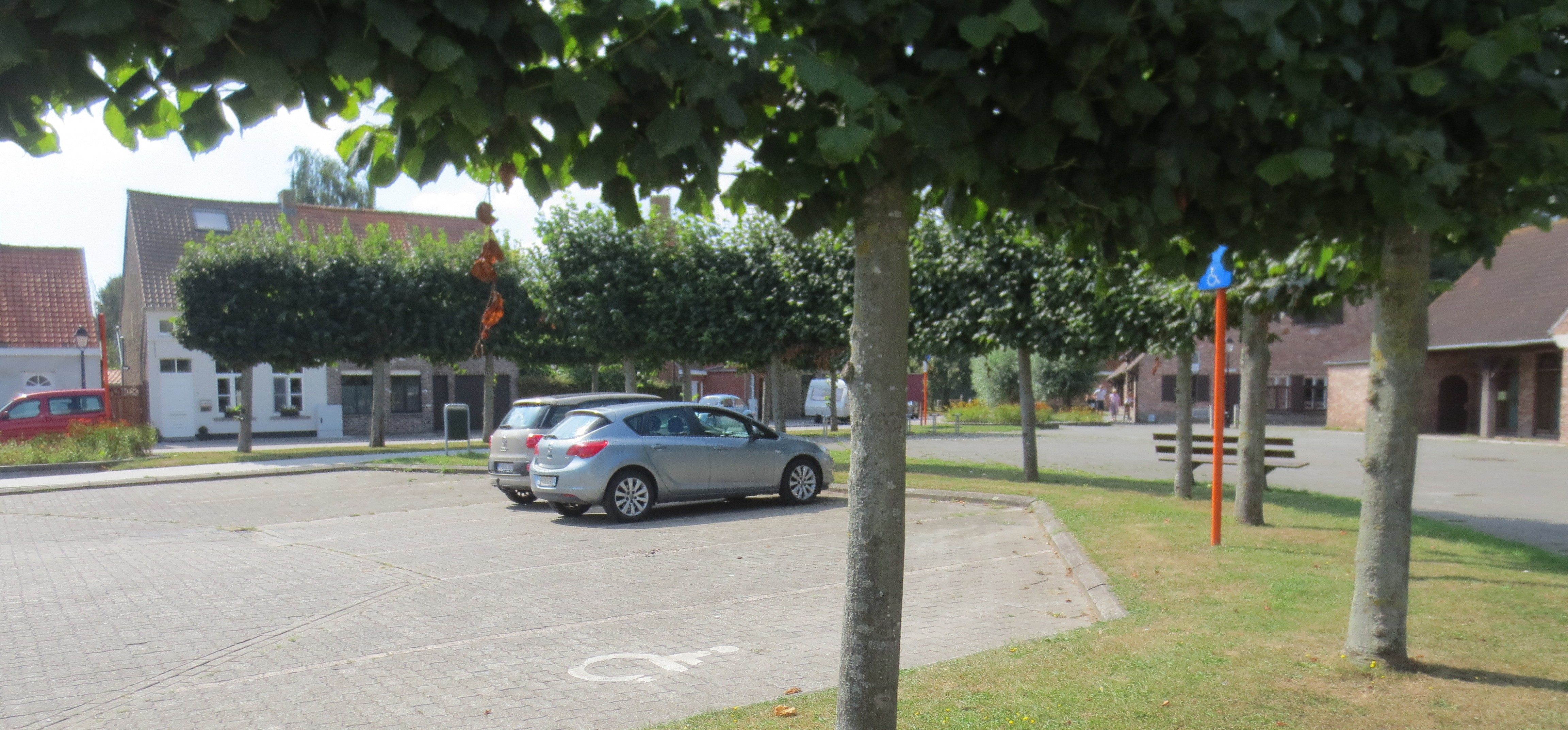
La place.

## Source
- (nl) Cet article est partiellement ou en totalité issu de l’article de Wikipédia en néerlandais intitulé « Koolkerke » (voir la liste des auteurs).